# Солодухин, Вячеслав Фёдорович
Вячеслав Фёдорович Солодухин (11 ноября 1950, Ленинград — декабрь 1979, Ленинград) — советский хоккеист, центральный нападающий, мастер спорта международного класса. Всю карьеру, с 1967 по 1979 год, провёл в составе СКА (Ленинград).

## Биография
Родился 11 ноября 1950 года в рабочей семье. Отец — Фёдор Герасимович и мать — Елена Алексеевна трудились на теплично-парниковом комбинате. Отец был кузнецом, подковывал лошадей.
В 1963 году старшим тренером СКА (Ленинград) стал Николай Пучков. Он заметил юных братьев Солодухиных игравших за «Ленмясокомбинат» (тренер Николай Ермачков) в первенстве Ленинграда и пригласил их в юношескую команду СКА.
В «Ленмясокомбинате» Вячеслав Солодухин играл на позиции защитника, однако Пучков предложил ему попробовать себя в нападении. Смена амплуа далась хоккеисту на удивление легко, а оборонительные навыки позволили Солодухину стать настоящим универсалом, что в то время узкой специализации хоккеистов было большой редкостью.
В сезоне 1966/67 принял участие в составе ленинградского СКА как в юношеском (до 17 лет), так и в молодёжном (до 19 лет) первенствах СССР по хоккею.
В 1968 Пучков, будучи старшим тренером юниорской сборной страны, взял на первый чемпионат Европы среди юниоров Сергея и семнадцатилетнего на тот момент Вячеслава. Сборная завоевала серебряные медали.
В сезоне 1967/68 дебютировал в высшей лиге чемпионата СССР и вышел на лёд в финальном матче Кубка СССР. Первую игру за СКА в чемпионате страны провёл 10 марта 1968 года.
В 1969 году завоевал золотую медаль первенства Европы в составе юниорской сборной СССР, в которой также играли будущие звезды советского хоккея Владислав Третьяк, Валерий Васильев и Александр Мальцев. Играл в первой тройке нападения с Мальцевым и Константином Климовым. На чемпионате стал вторым по результативности уступив лишь Мальцеву. Шайба, заброшенная Солодухиным в решающем матче чемпионата со сборной Чехословакии (2:2), принесла золотые медали команде СССР.
В составе сборной СССР дебютировал 26 ноября 1969 года в товарищеском матче против сборной Финляндии (3:2).
В марте 1970 года девятнадцатилетний Солодухин в составе сборной Ленинграда завоевал серебряные медали Спартакиады народов РСФСР. В декабре того же года СКА в первый раз выиграл престижный Кубок Шпенглера. Вячеслав забросил на турнире 4 шайбы.
22 апреля 1971 года обыграв московский «Спартак» (4:3) ленинградский СКА впервые завоевал медали первенства Советского Союза. По результатам сезона 1970/71 вошёл в список лучших хоккеистов страны (список 34-х).
В сентябре 1971 года СКА добрался до финала международного турнира на призы газеты «Советский спорт». Причем начал турнир Солодухин в составе 2-й сборной СССР и лишь в полуфинале и финале сыграл за СКА.
В декабре 1971 года СКА во второй раз подряд стал обладателем Кубка Шпенглера. Лучший бомбардир турнира — 11 очков (5+6).
В 1969—1972 годах регулярно вызывался во вторую сборную (сборную клубов) СССР, с которой совершил турне по Канаде в 1969 и 1972 годах.
В 1972 году новый главный тренер сборной Всеволод Бобров пригласил Солодухина в состав команды на чемпионат мира в Праге. 7 апреля 1972 года Солодухин стал первым в истории хоккеистом СКА, вышедшим на лёд в матче чемпионата мира (с ФРГ 11:0). Свой дебют отметил шайбой. Играл в составе звена нападения со спартаковцами Владимиром Шадриным и Александром Якушевым. Обладатель серебряных медалей чемпионата мира и чемпионата Европы, что оставалось лучшим достижением для хоккеистов СКА вплоть до 1989 года, когда чемпионом мира стал Святослав Хализов.
В сентябре 1972 года Солодухин отправился в Канаду на «Суперсерию». На лед вышел 6 сентября 1972 года в третьем матче серии состоявшемся в Виннипеге (4:4). Партнёрами по звену Солодухина стали Шадрин и Якушев.
В декабре 1972 года Вячеслав Солодухин вновь отправился в Канаду в составе 2-й сборной Советского Союза. По окончании турне был приглашён для усиления в состав московского «Динамо» для участия в «Кубке провинции Онтарио».
После завоевания бронзовых медалей в сезоне 1970/71 успехи ленинградских армейцев пошли на спад. Начиная с сезона 1973/74 СКА каждый сезон боролось за сохранение места в Высшей лиге советского хоккея. Результативная игра Солодухина в эти годы во многом позволила армейцам остаться в элитном дивизионе.
В марте 1975 года в составе сборной Вооруженных сил СССР, сформированной на базе ленинградского СКА и усиленной ведущим звеном нападения ЦСКА и сборной СССР (Михайлов — Петров — Харламов) Солодухин завоевал золотую медаль Спартакиады дружественных армий (СКДА).
В декабре 1975 года сильнейшие на тот момент команды Советского Союза ЦСКА и «Крылья Советов» отправились в Северную Америку на первую серию игр с клубами Национальной хоккейной лиги (Суперсерия 75/76). По соглашению с руководством НХЛ советские команды имели право усилить состав тремя хоккеистами других клубов. В состав ЦСКА старший тренер Константин Локтев пригласил московских динамовцев Валерия Васильева, Александра Мальцева и ленинградского армейца Вячеслава Солодухина. Солодухин принял участие во всех четырёх матчах ЦСКА, а также «выставочном матче» между ЦСКА и Крыльями Советов (7:7) состоявшемся в Вашингтоне по окончании серии. В первом матче с «Нью-Йорк Рейнджерс» (7:3) играл в центре нападения в звене с Владимиром Поповым и Александром Мальцевым.
31 декабря 1975 года принял участие в легендарном «величайшем матче в истории хоккея» «Монреаль Канадиенс» — ЦСКА (3:3). Как и в первом матче, выступал в звене с Поповым и Мальцевым.
В третьем матче серии с «Бостон Брюинз» (5:2) из-за травмы Владимира Петрова тренер Локтев был вынужден разбить звено нападения Солодухина. Мальцев был переведен в звено к Михайлову и Харламову. Солодухин выходил на площадку в разных звеньях.
В четвёртом матче серии с «Филадельфией Флайерз» (1:4), в ходе которого старший тренер ЦСКА Локтев, в знак протеста против грязной игры хоккеистов «Филадельфии» и необъективного судейства, уводил команду с площадки, Солодухин играл в звене с Владимиром Викуловым и Борисом Александровым.
В декабре 1977 года Вячеслав Солодухин в третий раз стал обладателем Кубка Шпенглера.
В последних сезонах в СКА помогал адаптироваться в команде делавшим первые шаги во взрослом хоккее Алексею Касатонову и в особенности Николаю Дроздецкому, с которым играл в одном звене нападения.
В 1979 году старшим тренером СКА был назначен не имевший тренерского опыта Игорь Ромишевский, с которым Солодухин играл на ЧМЕ-72. Ромишевский решил создать совершенно новый коллектив. В сезоне 1979/80 в составе СКА дебютировало 22 хоккеиста. В теоретических построениях Ромишевского лидеру атак СКА места не нашлось. Проведя 11 игр в сезоне Солодухин узнал, что Ромишевский принял решение отправить его в команду ВИФК во вторую лигу. Вскоре после этого Солодухин погиб, задохнувшись угарным газом в собственном гараже в возрасте 29 лет.
Похоронен на Ново-Волковском кладбище.
Брат — Сергей (1949—1999), тоже хоккеист. В память о брате назвал сына Вячеславом.

## Статистика выступлений
- Сборная СССР: 17 матчей, 12 шайб[13] (по другим данным) 15 матчей, 12 шайб[14]
- Вторая сборная СССР: 20 матчей, 6 шайб[15]
- Олимпийская сборная СССР: 4 матча, 4 шайбы[16]
- Сборная СССР (юниоры): 11 игр, 9 шайб[15]
- Чемпионат СССР (Высшая лига): 432 матча, 147 шайб[17].
- Чемпионат СССР (Переходные игры): 24 шайбы[16]
- Кубок СССР: 13 шайб[16]
- Турниры на приз газеты «Советский спорт»: 46 шайб[16]
- Турниры Вооружённых сил СССР (Первенство и Кубок): 105 шайб[16]
- Международные матчи СКА (Ленинград): 32 шайбы[16]
- Спартакиада дружественных армий (СКДА): 2 шайбы[16]

## Достижения

### Командные
- Серебряный призёр чемпионата мира: 1972 (на ЧМЕ провёл 8 матчей, забросил 5 шайб).
- Серебряный призёр чемпионата Европы: 1972
- Бронзовый призёр чемпионата СССР: 1971[18]
- Финалист Кубка СССР (2): 1968, 1971
- Участник Суперсерии СССР — Канада 1972 года и Суперсерии 1975/76
- Чемпион Европы среди юниоров (ФРГ): 1969[19] (в 5 матчах забросил 8 шайб)
- Серебряный призёр чемпионата Европы среди юниоров: 1968[20]
- Обладатель Кубка Шпенглера (3): 1970, 1971, 1977[укр.][21].
- Победитель Спартакиады дружественных армий (Ленинград, СССР) (в составе сборной Вооружённых сил СССР): 1975[22]
- Победитель международного турнира «Sir William Cup» (Финляндия) (в составе 2-й сборной СССР): 1971[23]
- Победитель первенств Вооружённых сил СССР (5): 1969, 1971, 1975, 1976, 1979[24]
- Серебряный призёр первенств Вооруженных сил СССР (4): 1970, 1973, 1974, 1978[24]
- Обладатель Кубка Вооружённых сил СССР (2): 1977, 1978[24]
- Серебряный призёр Спартакиады народов РСФСР (Новосибирск) (в составе сборной Ленинграда): 1970[25]
- Второй призёр международного турнира «Royal Bank of Canada international tournament» («Кубок Онтарио») (Канада) (в составе «Динамо» (Москва): 1973[26]
- Финалист международного турнира на призы газеты «Советский спорт»: 1971[27]
- Победитель Международного осеннего турнира (Ленинград, Уфа) (2): 1977[28], 1978[29]
- Победитель Международного зонального турнира на призы газеты «Советский спорт» (Ленинград): 1974[30]
- Победитель турнира «Каменный цветок» (Свердловск): 1974[31]
- Победитель турнира команд Вооружённых сил СССР (Москва): 1976[32]

### Личные
- Мастер спорта международного класса[17] (1974)
- Мастер спорта СССР[33] (1969)
- Включен в список лучших хоккеистов Советского Союза («Список 34-х») по итогам сезона 1970/71[18].
- Лучший бомбардир Кубка Шпенглера 1971: 11 очков (5+6)
- Капитан СКА в сезоне 1972/73[34]
- Лучший снайпер СКА (Ленинград) в сезоне 1976/77: 19 шайб[35]
- Лучший бомбардир СКА (Ленинград) в сезоне 1977/78: 31 очко (16+15)[9]
- Рекордсмен по количеству матчей проведённых за сборную СССР среди хоккеистов СКА (Ленинград): 17
- Рекордсмен по количеству заброшенных шайб в составе сборной СССР среди хоккеистов СКА (Ленинград): 12 шайб
- Обладатель приза лучшему нападающему Международного турнира на призы газеты «Советский спорт» (зональный турнир): 1974[36]
- Лучший бомбардир турниров Вооружённых сил СССР (Первенство и Кубок): 105 шайб[37]
- Лучший бомбардир Первенств Вооружённых сил СССР (2): 1976 (12 шайб)[38], 1978 (30 очков — 18+12)[39]

## Память
15 февраля 2003 года был введён в Галерею славы хоккейного клуба СКА. Штандарт с его портретом и номером 17, под которым он играл в СКА, поднят под своды Ледового дворца в Санкт-Петербурге.